# サラ・ベルン
サラ・ベルン（Sarah Bern、1997年7月10日 - ）は、イングランドの女子ラグビーユニオン選手。

## プロフィール
- イングランド出身[1]。
- ポジションはプロップ(PR)。
- 身長 170cm、体重 90kg
- 女子イングランド代表キャップは48（2022年11月現在）。
- 2017年W杯の女子イングランド代表に選ばれた[2]。

## 略歴
2022年、ラグビーワールドカップ2021の女子イングランド代表に選ばれて、レッド・ローズ2大会連続準優勝に貢献。

## 受賞歴
- ワールドラグビー女子15人制ドリームチーム:2021年[4]・2022年[5]